# Lubań (gmina wiejska)
Lubań – gmina wiejska w województwie dolnośląskim, w powiecie lubańskim. W latach 1975–1998 gmina położona była w województwie jeleniogórskim.
Siedziba gminy to miasto Lubań stanowiące odrębną jednostkę administracyjną.
Według danych z 20 sierpnia 2009 gminę zamieszkiwało 6547 osób. Natomiast według danych z 30 czerwca 2020 roku gminę zamieszkiwały 6592 osoby.
Wójtem gminy jest Aleksandra Chomicz.

## Struktura powierzchni
Powierzchnia gminy Lubań wynosi 142,15 km², w tym:
- użytki rolne: 70%
- użytki leśne: 22%

Gmina stanowi 33,2% powierzchni powiatu.

## Demografia

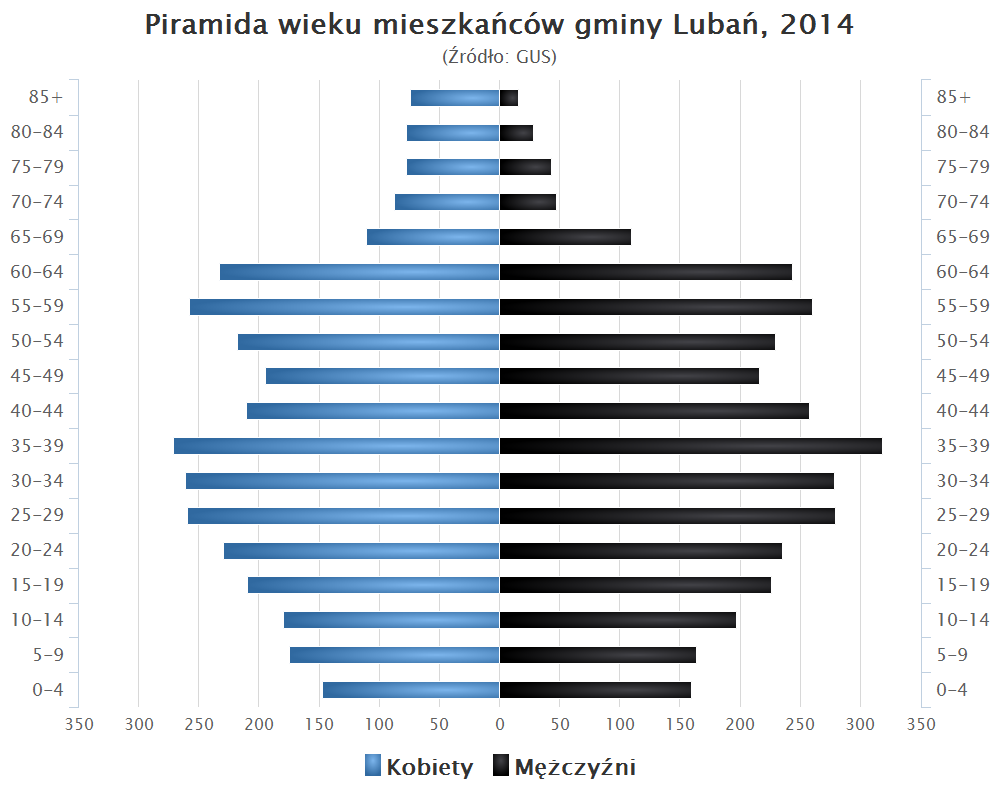
Piramida wieku mieszkańców gminy Lubań w 2014 roku

Dane z 30 czerwca 2004:
| Opis                              | Ogółem | Ogółem | Kobiety | Kobiety | Mężczyźni | Mężczyźni |
| --------------------------------- | ------ | ------ | ------- | ------- | --------- | --------- |
| Jednostka                         | osób   | %      | osób    | %       | osób      | %         |
| Populacja                         | 6501   | 100    | 3285    | 50,5    | 3216      | 49,5      |
| Gęstość zaludnienia [mieszk./km²] | 45,7   | 45,7   | 23,1    | 23,1    | 22,6      | 22,6      |

## Sołectwa
Na terenie gminy znajduje się 13 miejscowości skupionych w 12 sołectwach:
Henryków Lubański, Jałowiec, Kościelnik, Kościelniki Dolne, Mściszów, Nawojów Łużycki, Nawojów Śląski, Pisarzowice, Radogoszcz, Radostów Dolny i Radostów Średni (wspólne sołectwo), Radostów Górny, Uniegoszcz.

## Gospodarka
Głównie rolnictwo indywidualne (na ogół dobra jakość gleb), a także przemysłowe wydobycie kopalin – kruszywa bazaltowe, anhydryt, glinka ceramiczna (kaolin), żwiry i piaski.

## Oświata
Na terenie gminy działają 4 szkoły podstawowe i 1 gimnazjum, biblioteka publiczna, dwa zespoły folklorystyczne.

## Przyroda
- ponad 1000-letni cis (cis Henrykowski) w Henrykowie Lubańskim,
- stanowisko rosiczki okrągłolistnej w wyrobisku glinki kaolinowej w Nawojowie Łużyckim,

## Zabytki
- kościół pw. św. Mikołaja w Henrykowie Lubańskim,
- pałac i park w Jałowcu,
- kościół pw. Podwyższenia Krzyża w Kościelniku,
- dwór i pałac w Pisarzowicach,
- kościół pw. Trzech Króli w Radostowie,
- grodziska:
  - z XIII wieku w Nawojowie Śląskim,
  - z XIV wieku w Pisarzowicach.

## Komunikacja
- drogowa
  - autostrada A4 Jędrzychowice-Krzyżowa w budowie – planowane oddanie do użytku w 2009,
  - droga krajowa nr 30 Zgorzelec-Jelenia Góra,
  - sieć dróg powiatowych i lokalnych,
- kolejowa
  - linia kolejowa Węgliniec-Lubań-Jelenia Góra
  - linia kolejowa Zgorzelec-Lubań-Jelenia Góra

## Sąsiednie gminy
Gryfów Śląski, Leśna, Lubań, Nowogrodziec, Olszyna, Pieńsk, Platerówka, Siekierczyn, Zgorzelec